# جيمس إم. وارنر
جيمس إم. وارنر (بالإنجليزية: James M. Warner)‏ هو ضابط أمريكي، ولد في 29 يناير 1836 في ميدلبوري في الولايات المتحدة، وتوفي في 16 مارس 1897 في نيويورك في الولايات المتحدة.